# なんぷエゾカツカレー
なんぷエゾカツカレーは、北海道空知郡南富良野町で販売されているご当地グルメのカレーである。
名称の「なんぷ」は富良野地域での南富良野町の略称である。

## 概要
2008年2月に町内でエゾシカ解体処理施設が誕生したことを機に、南富良野町商工会がエゾシカを用いたカレーライスを開発した。料理の定義は下記のとおりである。
- 名称は「なんぷエゾカツカレー（南富良野エゾ風カツレツカレー）」とする。
- 南富フーズ株式会社で処理したエゾシカのモモ肉を使ったカツカレーとする
- エゾシカ肉は叩いて伸ばし、肉厚5mm程度とする。（厳守）
- カレーの具材は南富良野産にこだわり、お米は道内産を使用する。
- 収穫量では道内1位～2位を争う南富良野産にんじんを使った漬物（福神漬け、ピクルス、マリネなど）をつける。
- エゾシカの角で作った特製スプーン立てを使い､オリジナルのスプーンカバーをつける。
- 南富良野町で製造している「くまささ茶（缶）」にグラスを添えて提供する。
- 価格は全店一律税込み950円とする[2]。

## 参考
- 南富良野エゾカツカレーのルール8か条